# Leonard W. Hall
Leonard Wood Hall (ur. 2 października 1900 w Oyster Bay, zm. 2 czerwca 1979 w Glen Cove) – amerykański polityk, członek Partii Republikańskiej.

## Działalność polityczna
Od 1927 do 1928 i od 1934 do 1938 zasiadał w New York State Assembly. W okresie od 3 stycznia 1939 do 3 stycznia 1945 przez trzy kadencje był przedstawicielem 1. okręgu, a następnie do rezygnacji 31 grudnia 1952 przez cztery kadencje przedstawicielem 2. okręgu wyborczego w stanie Nowy Jork w Izbie Reprezentantów Stanów Zjednoczonych.